# Schiebel Camcopter S-100
Schiebel Camcopter S-100 je bezpilotní vrtulník středního dosahu vyráběný rakouskou společností Schiebel pro civilní i vojenské uživatele. Mezi jeho hlavní úkoly patří průzkum, hlídkování, řízení palby a vyhledávání min. Ve standardní konfiguraci S-100 unese užitečné zatížení o hmotnosti 34 kg po dobu šesti hodin.

## Vývoj
Vrtulník byl vyvinut pro německé námořnictvo a ozbrojené síly Spojených arabských emirátů. První zákazník objednal asi šest stojů pro své korvety třídy Braunschweig a druhý 40 strojů s opcí na dalších 40. V únoru 2014 typ objednalo Italské námořnictvo.
V roce 2020 vrtulník testovalo australské královské námořnictvo na své fregatě HMAS Ballarat.